# 동성파
동성파(桐城派)는 청대 고문작가(古文作家)의 한 파(派)이다.
안후이성 동성 출신인 방포(方苞, 1668-1748)가 기초를 확립하고 그 계승자인 유대괴, 요내(1731-1815)가 같은 현 출신이기 때문에 이 이름이 붙었다. 명말 청초의 당·송 팔가문(八家文) 유행의 뒤를 이어, 송학의 학통을 지키는 '도(道)'의 문학을 지향하여 문장의 '의법(義法)', 즉 내면적 이법(理法)과 외형적 법칙의 조화를 주장하고, 간결하고 실질적인 문장을 썼다.  유대괴는 방포를 사사하여 그의 의법(義法) 이론을 확대시켜 문장이 '신기(神氣)', 즉 정신을 주로 하고 기분은 신기를 돕는다고 주장, 문자의 음조도 중시했다. <고문사류찬(古文辭類簒)>의 편자인 요내는 유대괴에게서 배우고 온아중정(溫雅中正)한 의견과 작품으로써 동성파의 번영을 구축했다. 그는 한학파(漢學派)와의 절충을 시도했으며, 이러한 경향을 한층 추진시킨 것은 청말 문단·정계의 실력자인 증국번(曾國藩, 1811-1872)이었다. 그 체계에 정치와 경제를 첨가하고 경서(經書)도 문학으로 간주하는 등 종합학(綜合學)의 경향을 깊이하면서 구미사상과 구미 문학의 소개자인 엄복(嚴復), 임서를 배출하여 문학혁명과는 부정적으로 연결되었던 것이다.